# Vele di Scampia
Vele di Scampia (»Jadra Scampie«) so stanovanjski kompleks v istoimenski četrti Neaplja, zgrajen v letih 1962 do 1975.
Kompleks, ki ga je zasnoval italijanski arhitekt Francesco Di Salvo, je prvotno sestavljalo sedem zgradb, ki so s trikotno obliko spominjale na jadra. Pet od njih je bilo porušenih leta 1997, 2000, 2003, 2020 in 2025; od preostalih dveh je še ena predvidena za rušenje, medtem ko zadnjo nameravajo prenoviti. Četrt Scampia je s časom postala zloglasna kot središče tihotapcev in preprodajalcev drog, stanovanjski kompleks pa mnogi vidijo kot simbol kulturnega propadanja predmestij milijonskih mest.

## Zgodovina
Gradnja Jader je bila sestavni del večjega načrta za razvoj mesta, ki je predvideval njegovo širjenje v vse dostopne smeri. Cona Scampia je bila namenjena gradnji ljudskih stanovanj, to je velikih kombinatov, ki bi vsebovali majhna družinska stanovanja in obilico skupnih prostorov, zelenih površin in vseh komunalnih ter trgovskih infrastruktur. Di Salvo, ki je vse od prvih let republike načrtoval arhitekture ljudskih stanovanj, je v realizaciji Jader uvidel možnost nastanka modernega samozadostnega predmestja. Njegova ideja je slonela na skromni površini posameznih stanovanj, ki bi dovolila njihovo sorazmerno nizko ceno, zaradi česar bi si stanovalci v kratkem lahko privoščili njihov odkup. Tako bi kompleks postal skupna lastnina prebivalcev. Skromne bivalne prostore bi odtehtali veliki parki, športni objekti in igrišča, družabni prostori kot kinodvorane, gledališča in klubi, predvsem pa kapilarna mreža šol in vrtcev, komunalnih storitev in veleblagovnic.
Zgradbe so sestavljene vsaka iz dveh vzporednih konstrukcij, povezanih z dolgimi pasažami, stoječimi na vmesnih višinah med nadstropji. Projekt je predvideval tudi prostore za druženje, igrišča in drugo skupno opremo. Jadra so bila zgrajena v dveh skupinah, ki ju je ločevala ena od vej cestnega omrežja. Nosila so črkovne oznake A, B, C in D ter F, G in H. Po rušitvi treh zgradb so leta 2003 preostalim štirim vzdeli imena po barvah: zeleno jadro, sinje jadro, rumeno jadro in rdeče jadro.
Di Salvove napredne zamisli so se izkazale za utopijo. Zaradi slabega upravljanja projekta so številni skupni prostori in javne infrastrukture ostali nezgrajeni, prva policijska postaja v območju pa je bila na primer odprta šele 15 let po prvih vselitvah. Občina je začela oddajati stanovanja, še preden so bila dokončana. Usoden za Jadra je bil potres leta 1980 v Irpiniji, po katerem so se ljudje, ki so ostali brez doma, množično zatekli v še ne poseljena poslopja. Slabe bivalne razmere in nepripravljenost državnih ustanov so botrovale izseljevanju vedno več stanovalcev, s čimer je soseska postala nekakšen geto, prepuščena prestopnikom in kriminalcem.
Po več letih resnega propadanja soseske je konec 80. let mesto začelo ukrepati, k čemur so ga spodbujali stanovalci, ki so opozarjali na slabe razmere. Prvo je padlo jadro F, ki so ga avgusta 1998 zrušili z buldožerji, potem ko je decembra 1997 spodletel prvi poskus rušenja z eksplozivom. Drugo je bilo na vrsti jadro G, ki so ga porušili februarja 2000. Jadro H, prvotno izključeno iz načrtov za rušitev in namenjeno za obnovo, je bilo prav tako porušeno aprila 2003.
Avgusta 2016 sprejeti sklep občine je predvidel rušitev še treh Jader in obnovo poslednjega, sinjega (jadra B). V okviru projekta »Restart Scampia«, vrednega 159 milijonov evrov, se je februarja 2020 začelo rušenje jadra A – zelenega jadra. Med marcem in julijem 2025 je bilo porušeno rumeno jadro, rušitev rdečega pa se načrtuje za september 2025. Na mestu porušenih jader se gradi nova stanovanjska soseska z energetsko učinkovitimi stavbami.

## V popularni kulturi
Jadra so glavno prizorišče filma Gomora (2008), kot tudi nekaterih delov istoimenske TV-serije, ki se predvaja od leta 2014. Oba sta posneta po knjigi Gomora raziskovalnega novinarja Roberta Saviana iz leta 2006, ki opisuje poslovanje in vsakdanje življenje v okolju pod nadzorom kriminalne organizacije Camorra. Bloki so prikazani od zunaj in znotraj, v številnih vlogah pa nastopajo njihovi dejanski prebivalci.